# Typus (Nomenklatur)

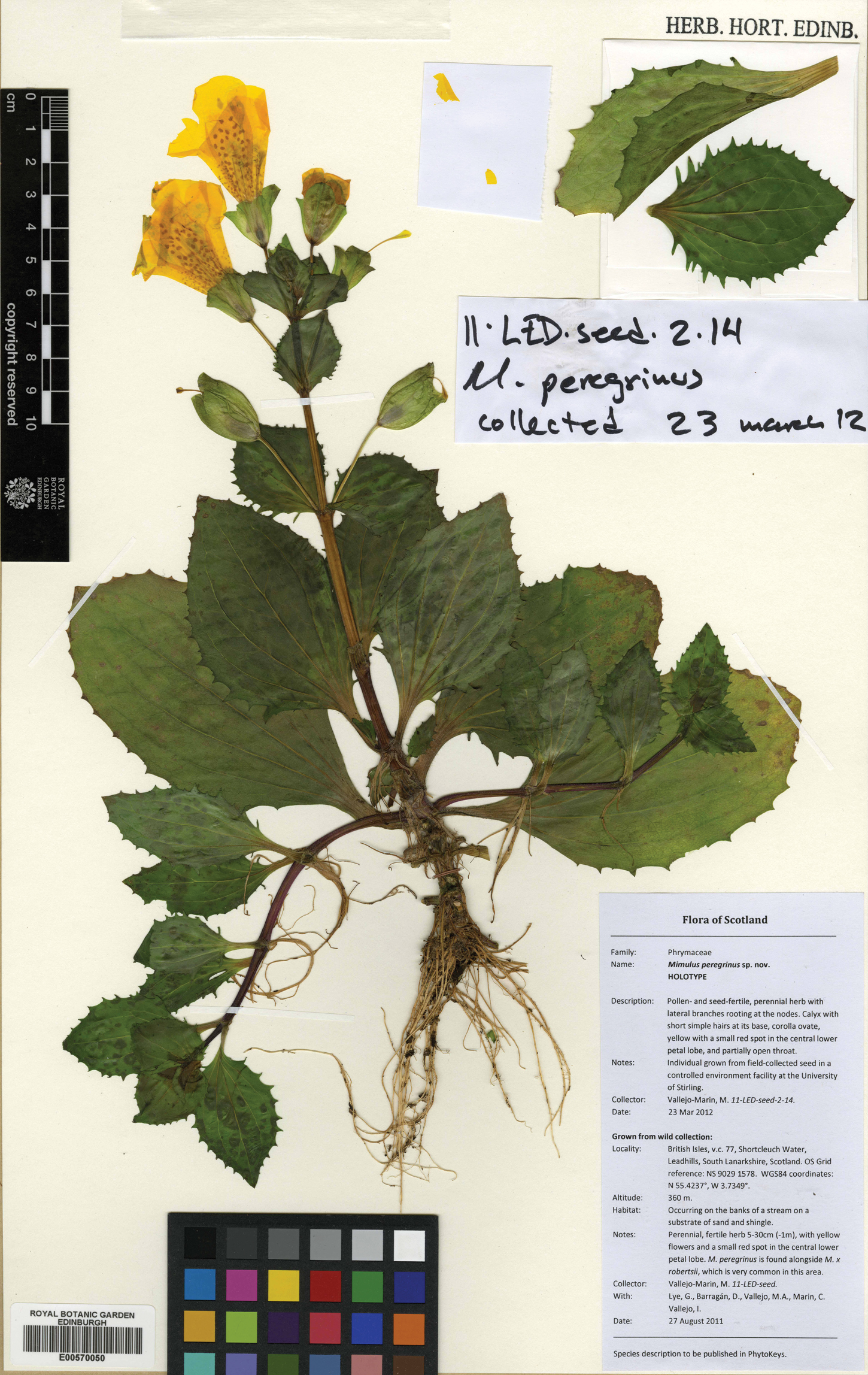
Der Holotyp der Art Mimulus peregrinus aus der Gattung Gauklerblumen (Mimulus) ist das Referenzexemplar für diese Art bzw. den Artnamen. Typusexemplare stellen einen objektiven Bezug zu einem Taxon her und sind für die Biologie deshalb von grundlegender Bedeutung.

Ein Typus (latinisiert von griechisch τύπος týpos ‚Schlag, Prägung, Abbild, Gestalt‘) ist in biologischen Nomenklaturen ein ausgewähltes Individuum oder Taxon, das die Grundlage zur Definition und Benennung eines übergeordneten Taxons bildet. Auf Artebene und darunter handelt es sich dabei generell um die Körper individueller Lebewesen, für höhere Taxa können je nach nomenklatorischem Code auch untergeordnete Taxa herangezogen werden (für eine Gattung also eine bestimmte Art oder für eine Familie eine bestimmte Gattung). Je nach Disziplin und Materiallage können aber auch andere Formen als Typen dienen, so zum Beispiel Illustrationen in der Botanik oder Lebendkulturen von Bakterien und Archaeen.
Bei der Originalzuweisung eines Individuums für ein Taxon spricht man von einem Holotyp, daneben existieren in Zoologie und Botanik verschiedene Bezeichnungen für Typen anderer Art. Die genauen Grundlagen für die Typisierung eines Taxons finden sich in den entsprechenden Nomenklaturcodes der entsprechenden Disziplinen, etwa dem Internationalen Code der Nomenklatur für Algen, Pilze und Pflanzen oder den Internationalen Regeln für die Zoologische Nomenklatur. Diese Regelwerke unterscheiden sich – bedingt durch die Geschichte und die Anforderungen ihres Fachs – in einigen Stellen voneinander, folgen aber ähnlichen Prinzipien.

## Bedeutung der Typen
Typusexemplare spielen eine entscheidende Rolle bei der Verwaltung von Taxa und ihrer Namen und sind ihr wichtigster Referenzpunkt. Biologen messen ihnen deshalb einen hohen Wert zu und bemühen sich um ihre Erhaltung und sichere Verwahrung. Ungenauigkeiten bei der Feststellung eines Typs oder dessen Verlust können zu großen Verwerfungen führen, durch die ganze Taxa in Zweifel gezogen werden. Umgekehrt kann ein Typus aber auch Kontroversen über den Umgang mit bestimmten Taxa eindeutig entscheiden.
Typen dienen nicht in erster Linie der Stabilisierung bestimmter Taxa, sondern ihrer Namen: Sie sollen verhindern, dass viele verschiedene Namen für einander sehr ähnliche Organismen verwendet werden. Sie legen aber nicht fest, wie ähnlich zwei Lebewesen sein müssen, um den gleichen Namen zu tragen.

## Geschichte
Die Praxis, jedem Taxon einen bestimmten Typus zuzuweisen, war in der ursprünglichen Nomenklatur Carl von Linnés noch nicht vorgesehen. Sie entwickelte sich erst im ausgehenden 19. Jahrhundert, nachdem es die Taxidermie und andere Konservationsmethoden möglich gemacht hatten, organische Materialien über mehrere Jahrzehnte zu erhalten. Gleichzeitig ergab sich auch durch die zunehmende Fülle neuer Namen und Erstbeschreibungen aus vielen verschiedenen Weltgegenden und den Tod vieler Pioniere der Taxonomie die Notwendigkeit einer Vereinheitlichung der wissenschaftlichen Namen. In der Folge wurde die Ernennung eines Typus von der Gemeinde der Taxonomen nicht nur zur Bedingung für eine gültige Publikation gemacht, es wurden auch nachträglich Typen für all jene gebräuchlichen Taxa festgelegt, die noch keinen Typus hatten.

### 18. Jahrhundert: Beginn der Taxonomie und frühe Methodik
Im 18. Jahrhundert herrschte unter Naturalisten und anderen Wissenschaftlern die Ansicht vor, dass jeder Typologisierung ein möglichst breiter Fundus an Empirie zugrunde gelegt werden müsse. Nur nach reiflicher Untersuchung allen vorhandenen Materials und Berücksichtigung aller möglichen Variationen sei demnach etwa die genaue Definition einer Art möglich. Die Festlegung eines einzigen, höchst individuellen Typusexemplars war mit einer solchen Auffassung nicht vereinbar. Die frühen Naturwissenschaften betonten die Notwendigkeit der ausgiebigen Erfahrung im Umgang mit den Phänomenen, die erst zur exakten Erkenntnis ihrer verborgenen Ursachen und Ideen führen könne. Nur so konnten der damaligen Ansicht nach Fehler bei der Beobachtung und Schlussfolgerung vermieden werden, beispielsweise eine Beschreibung einzelner Variationen als verschiedene Arten. Carl von Linné, der mit seiner Nomenklatur auf eine genaue Erfassung aller existierenden Arten zielte, maß einzelnen Exemplaren entsprechend wenig Bedeutung bei. Für Linné war das ideale Abbild einer Art gerade kein bestimmtes Individuum, sondern etwa eine botanische Zeichnung, die in abstrahierter Weise den als normal verstandenen Bauplan der Art darstellte. Linné und seine Zeitgenossen legten deshalb bewusst keine toten Individuen oder andere Objekte als Typus fest. Lediglich einzelne Taxa konnten implizit als typisch für übergeordnete Taxa gelten, wenn sie deren ideale Verkörperung darstellten, so etwa die Gattung Passer für die Passeriformes. Eine einheitliche Vorstellung eines Typus gab es aber bis zur zweiten Hälfte des 19. Jahrhunderts unter Naturalisten nicht. Sowohl gelungene Illustrationen als auch besonders beispielhafte Herbarexemplare, aber auch der einer Verwandtschaftsgruppe zugrunde liegende Bauplan konnten als Typus gelten. Ein für seine Gruppe uncharakteristischer Typus war allerdings nicht Teil der vorherrschenden Konzepte.

### 19. Jahrhundert: Krise der Nomenklatur
Gegen Mitte des 19. Jahrhunderts kam es innerhalb der Wissenschaftsgemeinde immer häufiger zu Kontroversen und Unsicherheiten, was die Namen verschiedener Taxa anging. Teilweise wiesen zwei offenbar verschiedene Gruppen den gleichen Namen auf, teils existierten mehrere konkurrierende Namen für dieselbe Art. Die Ursachen für diese Entwicklung lagen unter anderem in der rasanten Entwicklung des Fachs. Hatte Linné Mitte des 18. Jahrhunderts noch rund 10.000 Arten aufgeführt, schätzte der Wissenschaftshistoriker William Whewell die Zahl der bekannten Pflanzenarten 1845 auf etwa 60.000. Dass Wissenschaftler in verschiedenen Ländern unabhängig voneinander neue Arten, Gattungen oder Ordnungen benannten, führte zu zusätzlicher Unübersichtlichkeit. Die Pioniere der Taxonomie waren inzwischen verstorben, sodass man sie selbst nicht mehr als Autorität heranziehen konnte, um das Problem zu lösen. In Großbritannien bemühten sich deshalb führende Biologen um einen Ausweg aus der unkontrollierten Zunahme uneindeutiger Namen. Der Ornithologe Hugh Edwin Strickland gründete eine Kommission, die neue Regeln für die zoologische Nomenklatur erarbeiten sollte. Der von ihr vorgelegte Strickland-Code zielte unter anderem auf die Nutzung der umfangreichen botanischen und zoologischen Sammlungen ab, die im Laufe der vorangegangenen Jahrzehnte in Europa und Nordamerika entstanden waren. Die in ihnen erhaltenen Exemplare und Bücher sollten nun in Zweifelsfällen als Referenzmaterial gelten, wenn ein Naturforscher eines seiner Individuen mit denen bereits bestehender Arten vergleichen wollte. Damit war der Typus als Autorität in taxonomischen Fragen geschaffen. Allerdings umfasste er weiterhin die vielfältigen Konzepte der vorangegangenen Jahrzehnte, nur dass sich diese nun in den breiten Beständen an Exemplaren offenbaren sollten. Für die Aufstellung einer neuen Art galt weiterhin eine Konsultation so vieler Individuen wie möglich als wünschenswert, ein Typus hatte beispielhaft zu sein. Diese neue Regelung benachteiligte vor allem die Naturforscher, die fernab der europäischen Hauptstädte tätig waren und sich die Reisen zu den bedeutenden Museen zeitlich und finanziell nicht leisten konnten.
Unter Führung von Alphonse Pyrame de Candolle bemühte sich in den 1860er Jahren auch die Botanik um eine Vereinheitlichung ihrer Nomenklatur. Auf dem Internationalen Botanischer Kongress in Paris wurde die Prioritätsregel beschlossen, die dem ältesten publizierten Namen Vorrang vor allen anderen gab und nun auch rückwirkend angewendet wurde. Die Gemeinschaft der Zoologen schloss sich dieser Regelung bald an. Mit ihr war ein Grundproblem der Taxonomie, das der konkurrierenden Synonyme, gelöst, sie verstärkte allerdings gleichzeitig das Problem des Zugangs zu den Sammlungen weiter: Für die korrekte Beschreibung einer Art war nun auch die Kenntnis der bisher vorhandenen Literatur nötig. Für den Fall einer unklaren Synonymität bot sie darüber hinaus aber keine andere Lösung als die von Strickland. Das stellte vor allem für nordamerikanische Naturforscher ein Problem dar, die von den europäischen Sammlungen abgeschnitten waren. Die Verbreitung der Naturforschung über die ganze westliche Welt hinweg schloss eine zentralistische Lösung des Problems – etwa die führenden Londoner Museen als taxonomische Autoritäten – aus. Obwohl die Demokratisierung der Naturgeschichte von vielen führenden Naturalisten beklagt wurde, galt es als ausgemacht, dass es kein Zurück in die frühen Tage des Fachs geben könne. Ausgehend von Nordamerika entwickelte sich schließlich der Vorschlag, für jede Art genau benannte Typen festzulegen, um den jeweiligen Wissenschaftlern das Studium aller vorhandenen Bestände zu ersparen. Er wurde vor allem von Orator Fuller Cook vorangetrieben und 1893 und 1904 auf Kongressen in Rochester beziehungsweise Philadelphia als Zusatz zu den nomenklatorischen Kodizes festgeschrieben. Damit trat die Typusmethode als zentrales Prinzip der Nomenklatur neben die Prioritätsregel.

### 20. Jahrhundert: Der atypische Typus als Leitbild
Neben der Lösung für das Problem der Synonymität war auch der Typus als nomenklatorische Autorität ein Ergebnis dieser Übereinkünfte. In vielen Fällen stellte dies Taxonomen aber vor neue Probleme: Neben dem Datum der Erstbeschreibung mussten nun unter teils Tausenden von Präparaten Typusexemplare vergangener Erstbeschreibungen ermittelt werden. Da sich die wenigsten Naturforscher vor dem 20. Jahrhundert die Mühe gemacht hatten, Typen festzulegen, musste die Geschichte einzelner Exemplare anhand von Tagebüchern, Manuskripten, Vermerken auf Herbarblättern, Briefwechseln oder Quittungen mühsam nachvollzogen werden. Viele Sammlungen waren allerdings in den vergangenen Jahrzehnten zerschlagen oder verkauft worden, waren Bränden zum Opfer gefallen oder hatten unter dem Diebstahl der zahlreichen Besucher gelitten. Oft ließen sich die Typen also gar nicht mehr feststellen. Für die bestehenden Sammlungen stellte sich dagegen die Frage, wie man mit den plötzlich so wertvollen und unersetzlichen Typen im eigenen Bestand umgehen sollte. Mit der Einengung des zu studierenden Materials auf einige wenige Exemplare kam man auch bald davon ab, den Typus als besonders charakteristisch zu verstehen. Was ein Typus war, wurde nun von der Biografie eines taxonomischen Autors und seiner Sammlung festgelegt, nicht mehr von der herrschenden Lehrmeinung. Wo nur ein einziges Exemplar in einer Sammlung vorhanden war, wurde es zum Typus seines Taxons. In der wissenschaftlichen Gemeinde entstand darüber eine Kontroverse, ob der Typus eine Serie von Individuen oder nur ein einziges Individuum umfassen sollte. Da die Mehrheit der Forscher befürchtete, dass Typserien Anlass zu erneuter Verwirrung der Namen geben könnten, votierte sie für einen einzelnen Typus, den Holotypus, als Basis einer gültigen Erstbeschreibung.
Da es viele Wissenschaftler für widersprüchlich hielten, ein allem Augenschein nach untypisches Exemplar als Typus festzulegen, schrieben die Nomenklaturkomitees diese Regelung explizit in ihren Kodizes fest. Viele Zoologen und Botaniker waren darüber verärgert und versuchten, das alte Typuskonzept zu reetablieren. Da der Begriff „Typus“ nun von den neuen atypischen Typen besetzt war, schlugen sie die Bezeichnung „Norm“ dafür vor. In diesem Streit vermieden es die Verfechter der Holotypusmethode, sich zu Taxa oberhalb der Artebene zu äußern. Sie vertraten eine streng nomenklatorische Definition einer Art als einer Gruppe von Individuen, von denen das erste entsprechend bezeichnete als deren Typus gelte. Die Vertreter dieser Position ließen offen, ob und welche Existenz eine Art über die Nomenklatur hinaus hat. Teilweise präsentierten sie sich aber auch als Gegenbewegung zu einer metaphysischen Biologie, die die abstrakte Idee einer Art über die Empirie setzte. Vor allem europäische Botaniker sträubten sich teils bis in die Mitte des 20. Jahrhunderts, die Holotypusmethode streng anzuwenden, während sie in Nordamerika durchweg akzeptiert wurde. Der 1910 in Brüssel abgehaltene Internationale Botanische Kongress akzeptierte die Holotypusmethode, aber erst 1958 wurde sie zur Pflicht gemacht. Seit der zweiten Hälfte des 20. Jahrhunderts ist die Holotypusmethode gängige und akzeptierte Praxis auf allen Feldern der Taxonomie.

## Zoologie

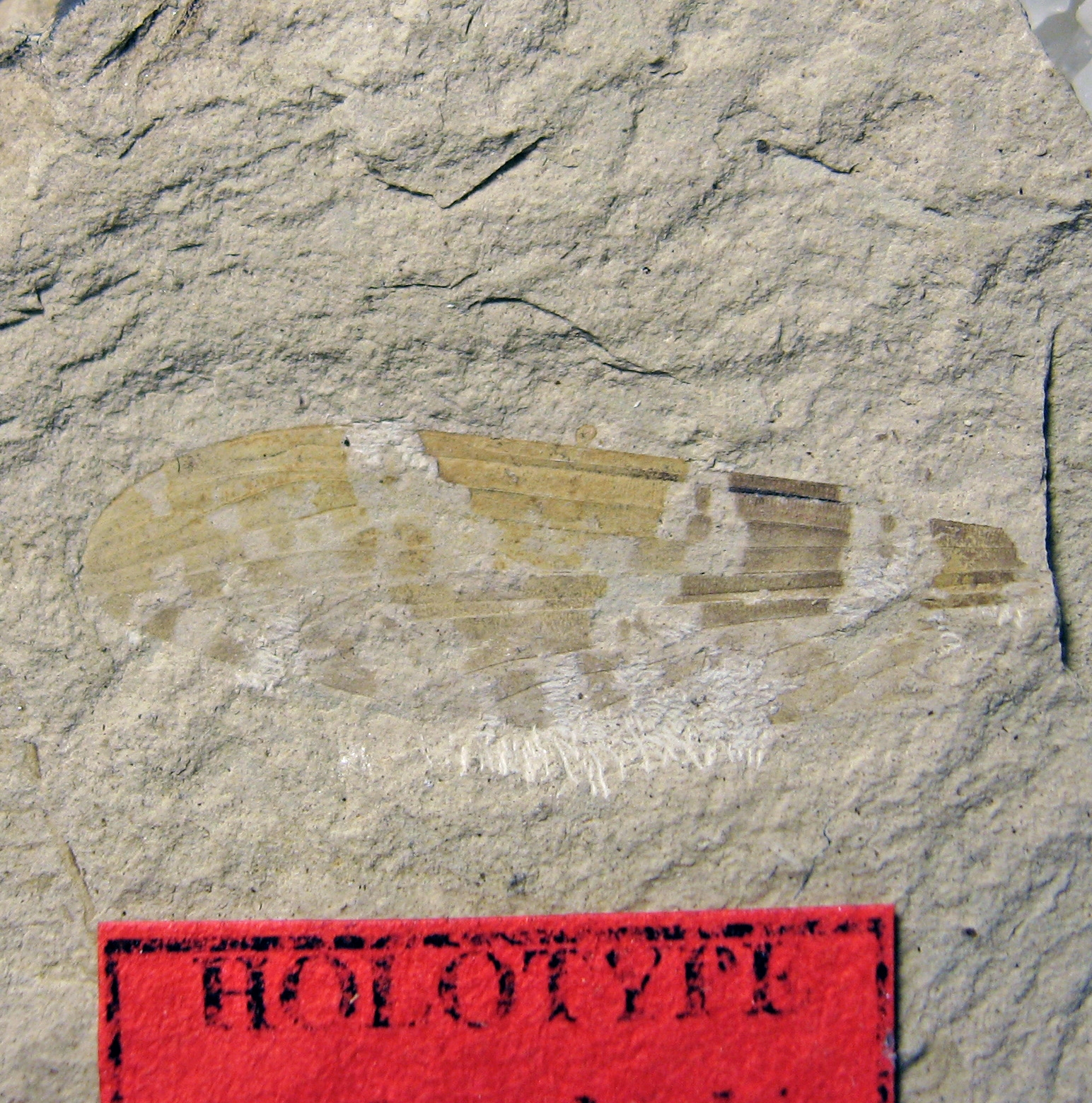
Ein fossiler Flügel aus den 49,5 Mio. Jahre alten Ablagerungen der Klondike-Mountain-Formation in den USA ist der Holotypus der ausgestorbenen Schnabelfliegen-Art Cimbrophlebia brooksi. Ein Holotypus wird mit einem Etikett in roter Farbe oder einem roten Punkt auf dem Etikett kenntlich gemacht.

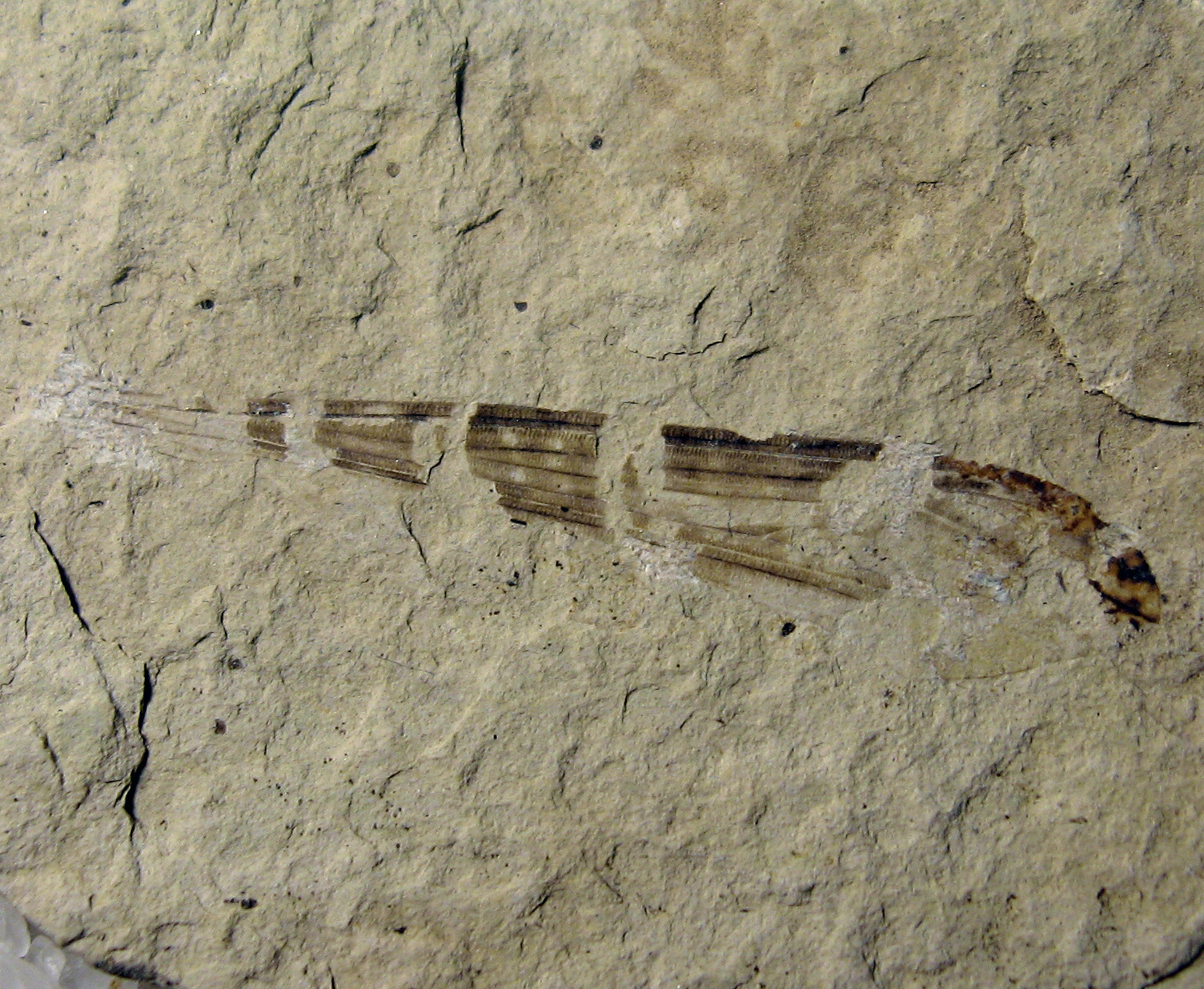
Einer der Paratypen (ebenfalls ein Flügel) von Cimbrophlebia brooksi, aus derselben Formation.

In der zoologischen Nomenklatur bezeichnet ein namenstragender Typus ein in der Erstbeschreibung eines nominellen Taxons herausgestelltes Exemplar oder ein weiteres Taxon, das die objektive Bezugsgrundlage für den neuen Namen darstellt. Für Taxa der Artgruppe ist dies ein Exemplar, für Taxa der Gattungs- und Familiengruppe ein nominelles Taxon aus der mit dem jeweiligen Gruppennamen gleichlautenden Rangstufe der jeweils nächstniedrigeren Gruppe (Typusart bzw. Typusgattung).
Die Typusart ist eine die Gattung bestimmende (typisierende) Art („Generotypus“). Sie muss bei der Erstellung (Erstbeschreibung) der Gattung vom Autor ausdrücklich angegeben werden. Dies ist seit dem 1. Januar 1931 die einzige Möglichkeit, d. h. ohne eine solche Angabe ist der veröffentlichte Name nicht gültig (valide) und damit ein Nomen nudum. Für ältere Gattungen kann die Typusart nachträglich auf verschiedene Weise gewählt werden (Typus designatus): aus dem Art-Epitheton des Binomens wie ‚typicus‘, ‚typus‘ usw. (Typonomie); wenn der Gattung bei ihrer Aufstellung nur eine Art zugerechnet wurde, diese also monotypisch ist oder wenn bei der Veröffentlichung das Epitheton mit dem Gattungsnamen genau übereinstimmt.
Die aufgeführten Merkmale der Erstbeschreibung werden von diesem Exemplar, seinen Paratypen bzw. dem herausgestellten Taxon abgeleitet. Beim Vergleich von Merkmalen bezieht sich der Name des untersuchten Taxons immer primär auf den namenstragenden Typus, selbst wenn die Beschreibung von diesem abweicht. Die Festlegung des namenstragenden Typus ist notwendig, um Zweifelsfälle auszuräumen, die durch eine unvollständige oder fehlerhafte Erstbeschreibung entstehen. Solche Unvollständigkeiten sind fast unausweichlich, da die Relevanz einiger der Merkmale zum Zeitpunkt der Erstbeschreibung noch nicht bekannt ist.

### Typen der Artgruppe
- Der Holotypus ist ein einzelnes Exemplar, das als namenstragender Typus schon bei der Aufstellung einer Art oder Unterart festgelegt wurde.

- Paratypen sind zusätzlich zum Holotypus aufgeführte Exemplare, die häufig die Stabilität bzw. Variation von Merkmalen einer Typusserie dokumentieren.

- Syntypen heißen die einzelnen Exemplare der Typusserie, die in ihrer Gesamtheit den namenstragenden Typus darstellt.

- Lectotypus (im deutschen Sprachraum selten auch als Hololectotypus) bezeichnet ein nachträglich aus einer Typusserie als namenstragender Typus bestimmtes Exemplar; dies ist bei einem vor dem Jahr 2000 aufgestellten nominellen Taxon möglich. Die übrigen Exemplare der Serie werden als Paralectotypen bezeichnet.

- Als Neotypus wird ein neuer namenstragender Typus bezeichnet, der durch einen bearbeitenden Taxonomen festgelegt werden kann, wenn in der Vergangenheit kein Typus festgelegt wurde oder dieser verschollen ist. Dazu sind jedoch eine Reihe von Vorschriften und Voraussetzungen gemäß den Nomenklaturregeln zu beachten.

Daneben existieren weitere Bezeichnungen für Typen, die nicht durch die Nomenklaturregeln anerkannt sind: Als Allotypus bezeichnen manche Autoren einen ausgewählten Paratypus, der ein vom Holotypus abweichendes Geschlecht darstellen soll. Als Neoallotypus wird ein in einer späteren Publikation beschriebenes Exemplar des anderen Geschlechts bezeichnet, sofern in der Urbeschreibung nur Vertreter eines Geschlechts vorlagen. Ein Topotypus schließlich ist ein Exemplar vom Typenfundort, das nicht in der Typenserie in der Originalbeschreibung aufgelistet wurde. Es kann auch zu einem späteren Zeitpunkt gesammelt worden sein.
Namenstragende Typen der Artgruppe werden mit entsprechenden Vermerken in den wissenschaftlichen Sammlungen aufbewahrt und entsprechend gekennzeichnet. Normalerweise sollten sie in einer öffentlichen Sammlung deponiert werden (z. B. bei Neotypen ist dies vorgeschrieben). Durch die sammlungsspezifische Typusnummer und den Ort der Aufbewahrung (meistens die systematische Sammlung eines Universitätsinstituts oder eines Museums) gelangen spätere Bearbeiter an das Typusexemplar. Als Beispiel ist etwa der Holotypus der ausgestorbenen Protostegidae-Art Santanachelys gaffneyi in der japanischen Teikyō-Heisei-Universität in Ichihara, Präfektur Chiba unter der Nummer THUg1386 archiviert. Bestimmt wurde dieser Typus vom Erstbeschreiber Ren Hirayama durch die in Nature 1998 erschienene Erstbeschreibung. Gewöhnlich werden Typen durch rote Etiketten besonders gekennzeichnet.

## Botanik
Der Typus wird in der Botanik (einschließlich der Mykologie, Algenkunde und der Paläobotanik) durch die Artikel 7 bis 9 des ICBN geregelt (hier noch der Saint-Louis-Code, 2000). Als Typus für Arten werden neben Abbildungen nur konservierte Pflanzen, Algen oder Pilze akzeptiert, nicht lebende Kulturen.
Ein Holotypus (Holotyp) ist dann definiert, wenn der Erstbeschreiber eines Taxon ein einziges Exemplar oder Illustration als solches definiert (Art 9.1). Es ist nicht nötig, dass ein Holotyp typisch ist. Der Ort des erstmaligen Auffindens eines Holotypus wird als locus classicus bezeichnet. Wurden vom Autor mehrere Exemplare zur Beschreibung eines Taxons verwendet, kann es notwendig sein, ein einzelnes Exemplar als Typus zu bestimmen, das dann Lectotypus heißt (Art 9.2). Ein Isotypus ist ein Duplikat des Holotyps, muss jedoch immer ein Exemplar sein. Ein Syntypus ist jedes Exemplar, das in der Erstbeschreibung genannt wird, wenn kein Holotyp definiert ist. Ein Paratypus ist ein Exemplar, das in der Erstbeschreibung genannt wird, aber weder der Holotypus, noch ein Isotypus oder ein Syntypus ist. Ein Neotypus ist ein nachträglich ausgewähltes Exemplar oder eine Abbildung, wenn der ursprüngliche Typus aus dem Originalmaterial (Holo-, Iso-, Syn-, Para- oder Lectotypus) verloren ist. Ein Epitypus wird ausgewählt, wenn der Holotyp, Lektotyp oder Neotyp eines korrekt publizierten Namens nachweislich uneindeutig ist. Bei der Wahl des Epitypus muss der Holotypus etc., auf den er sich bezieht, explizit genannt werden. Ein Typotypus ist ein Herbarbeleg, der als Grundlage für eine Abbildung dient, die ihrerseits dann der Typus für die Beschreibung ist. Dieser Fall gilt für einige von Linné beschriebene Arten.
Der Typus einer Gattung (oder eines Taxons unterhalb der Gattung) ist der Typus des zugeordneten Artnamens (Art. 10). Es reicht bereits die Nennung des gültig veröffentlichten Artnamens, es muss kein direkter Bezug auf dessen Typus genommen werden. Es kann auch nur eine Art Typus sein, die bei der Erstbeschreibung der Gattung dieser zugeordnet wurde.
Der Typus einer Familie (oder eines Taxons unterhalb Familienrang) bezieht sich in analoger Weise auf eine Gattung.
Das Typusprinzip gilt nicht automatisch für Taxa oberhalb des Familienrangs, außer der Name leitet sich von einem typifizierten Taxon ab (wie Magnoliales von Magnolia); dann ist automatisch der Typus der namensgebenden Gattung der Typus des höheren Taxons.

## Bakteriologie
Auch in der Bakteriologie ist unabdingbar und dauerhaft mit jedem Taxon ein nomenklatorischer Typus verknüpft. Geregelt sind diese im International Code of Nomenclature of Bacteria (ICNB) in der Sektion 4, „Nomenclatural Types and Their Designation“. Zwar sind auch eine reine Beschreibung, ein konserviertes Exemplar oder sogar nur eine Illustration zulässige und legitime Formen von Typen, sie sollten aber nur verwendet werden, wenn eine Lebendkultur nicht möglich ist (z. B. bei Extremophilen).
Im Falle von Lebendkulturen ist der nomenklatorische Typus immer ein bestimmter Bakterienstamm. Wenn diese Verknüpfung eines Stammes explizit im Rahmen der Erstbeschreibung vom Autor vorgenommen wird, handelt es sich bei diesem Stamm um den Holotyp. Wenn der Stamm verlorengeht, kann durch Publikation im International Journal of Systematic Bacteriology ein Neotyp vorgeschlagen werden, indem die Originalbeschreibung eindeutig genannt wird und der neue Stamm damit eindeutig ist. Dieser vorgeschlagene Neotyp (proposed neotype) wird zwei Jahre nach Publikation des Vorschlags zum etablierten Neotyp (established neotype), vorausgesetzt seine Publikation blieb im ersten Jahr widerspruchsfrei.
Für Gattungen ist eine der Arten der Erstbeschreibung der nomenklatorische Typ, er wird entweder schon bei der Aufstellung der Gattung zum Typ erklärt oder nachfolgend aus einer der Arten der Erstbeschreibung ausgewählt. Oberhalb der Gattung bis hin zur Ordnung ist der Typ jeweils die namensgebende Gattung, die Gattung Rhodospirillum ist also gleichzeitig Typ der Familie Rhodospirillaceae, der Unterordnung Rhodospirillineae und der Ordnung Rhodospirillales. Oberhalb von Ordnungen ist der Typ eine der enthaltenen Ordnungen, sie wird vom Autor der Beschreibungen bestimmt. Wenn diese Bestimmung fehlt, kann sie nur durch eine Opinion der Judicial Commission des International Committee on Systematics of Prokaryotes (ICSP) nachträglich ergänzt werden.

## Geographische Herkunft des Typusmaterials
Das Gebiet, aus dem der Typus einer Art stammt, wird Terra typica oder abgekürzt terr. typ. (lat. „typisches Land“) genannt. Bei einer fossilen Art wird hingegen von der Typlokalität, Locus typicus (lat. „typischer Ort“) gesprochen, die eng verknüpft ist mit der Fundschicht *, dem Stratum typicum (lat. „typische Schicht“). In der Botanik wird auch der Ausdruck Locus classicus (lat. „klassischer Ort“) verwendet. Ein nachträglich dort gesammeltes Belegexemplar wird als Topotyp bezeichnet. Dieser Begriff ist jedoch nicht in den Regeln der botanischen Nomenklatur definiert.